# Bulówka
Bulówka (733 m) – szczyt w Paśmie Lubania w Gorcach. Znajduje się w bocznym grzbiecie tego pasma, który odgałęzia się w okolicach Pasterskiego Wierchu i poprzez Palenicę i Bulówkę opada w Tylmanowej do Dunajca na osiedlach Gabrysie i Kozielce.
Grzbiet Bulówki tworzy zbocza dolin dwóch bezimiennych potoków uchodzących do Dunajca. Góra jest w większości porośnięta lasem. Bezleśna, zajęta przez pola i zabudowania Gabrysi i Koziejówek jest dolna część stoków północno-wschodnich. W stoki południowe wysoko wcina się polana z polami i zabudowaniami osiedla Cyrhla, również należącego do Tylmanowej.
Przez Bulówkę nie prowadzi żaden znakowany szlak turystyczny, ale z górnych części osiedli Cyrhla i Gabrysie wychodzą drogi leśne wiodące jej północnymi, wschodnimi i południowymi stokami. Znajduje się w granicach wsi Tylmanowa w województwie małopolskim, w powiecie nowotarskim, w gminie Ochotnica Dolna.